# Funaria macrospora
Funaria macrospora är en bladmossart som beskrevs av Robert Statham Williams 1903. Funaria macrospora ingår i släktet spåmossor, och familjen Funariaceae. Inga underarter finns listade i Catalogue of Life.